# 林加島 (馬克爾島)
林加島是蘇格蘭的島嶼，位於馬克爾島以東1公里的大西洋海域，屬於昔德蘭群島的一部分，面積0.7平方公里，最高點海拔高度69米，島上無人居住。
60°21′31″N 1°21′27″W / 60.35861°N 1.35750°W